# Gura Cuțului, Alba
Gura Cuțului este un sat în comuna Vințu de Jos din județul Alba, Transilvania, România. La recensământul din 2002 avea o populație de 48 locuitori.